# Apor Gábor (diplomata)
Báró altorjai Apor Gábor (Sepsikőröspatak, 1889. november 7. – Róma, 1969. február 12.) magyar diplomata, politikus, 1934 és 1935 között Magyarország bécsi követe, 1935-től 1938-ig külügyminiszter-helyettes, 1938 és 1944 között Magyarország vatikáni követe, 1952-től 1958-ig a Szuverén Máltai Lovagrend nagykancellárja.

## Élete
Apor Gábor 1889-ben született a Háromszék vármegyei Sepsikőröspatakon, báró Apor Gábor, politikus, államtitkár és Pálffy Fidélia grófnő fiaként. Testvérei boldog Apor Vilmos római katolikus püspök és Apor Gizella ápolónő, a vöröskeresztes szolgálat kiemelkedő alakja voltak. Középiskolai tanulmányait a kalksburgi és a kalocsai jezsuita gimnáziumban végezte, majd 1913-ban végzett a bécsi konzuli akadémián.
1915 és 1917 között az Osztrák–Magyar Monarchia berlini követségén konzuli attasé volt, majd alkonzul lett. Az első világháborúban tüzérfőhadnagyként szolgált. 1918-ban a Monarchia berlini követségének attaséja lett, majd az őszirózsás forradalmat követően 1919 januárjától a Külügyminisztériumban teljesített szolgálatot. A Tanácsköztársaság alatt 1919 áprilisától az év júliusáig internálták, majd szabadulása után háromszéki birtokán gazdálkodott.
1919 novemberében I. osztályú követségi titkár lett, 1921 és 1925 között Magyarország varsói követségén szolgált követségi titkárként, majd tanácsosként. 1925-től 1927-ig a párizsi követség tanácsosa volt, majd hazatérve a Külügyminisztérium Politikai Osztályának vezetője lett. 1933 és 1934 között I. osztályú követségi tanácsos, majd 1934-től 1935-ig Magyarország bécsi követe volt. 1935 és 1938 között Kánya Kálmán külügyminiszter állandó helyettese volt.
1938-ban Magyarország vatikáni követének nevezték ki, 1944-ben Magyarország német megszállása miatt mondott le. Csatlakozott a Barcza György által vezetett, Svájcban megalakult németellenes diplomatákat tömörítő Követi Bizottsághoz, és részt vett a sikertelen kiugrási kísérlet diplomáciai előkészítésében. A második világháborút követően is Rómában maradt, 1948-ban Keresztény Népmozgalom egyik vezetője lett, emellett a Magyar Nemzeti Bizottmány tagja és olaszországi diplomáciai képviselője, valamint 1949-től a Magyar Európa Tanács alelnöke volt. Tagja volt a Máltai lovagrendnek, melynek 1952 és 1958 között nagykancellárja, majd haláláig római követe volt. A Szent István Alapítvány alapító tagja és 1952-től a Külföldi Magyar Actio Catholica elnöke, majd védnöke volt, illetve 1967-től haláláig a Magyar Máltai Lovagok Szövetségének elnöke is volt.